# Epidemia de chicungunha na América de 2013-2014
A epidemia de chicungunha na América de 2013-2014 foi um surto de chicungunha, que se iniciou em dezembro de 2013 e durou até 2015, quando a França confirmou dois casos na ilha caribenha de São Martinho, primeiro caso documentado na América. Esse foi o primeiro surto registrado da doença fora da África tropical e da Ásia
Em 21 de novembro de 2014, a OPS (Organização Pan-Americana da Saúde) havia informado 914 960 casos suspeitos, 15 906 confirmados e 150 vítimas fatais. A chicungunha é uma doença transmitida pela picada dos mosquitos Aedes aegypti e Aedes albopictus, os quais já chegaram a toda América do Sul. Estes mosquitos africanos também são vetores de outras doenças como a febre amarela e a dengue. Logo após o primeiro caso, a doença começou a se espalhar rapidamente por toda a região do Caribe.
No final do ano, havia se espalhado para a Martinica e Guadalupe, com suspeita de casos em São Bartolomeu. Até o final de janeiro de 2014, os casos haviam sido confirmados em São Bartolomeu, assim como nas Ilhas Virgens Britânicas, Dominica e Guiana Francesa. Com base em 4.000 casos confirmados e em mais de 30.000 casos suspeitos, a Caribbean Public Health Agency (CARPHA) declarou uma epidemia do vírus em todo o Caribe no início de maio. Até o final de maio, quatro casos de chicungunha haviam sido confirmados na Flórida. Em julho de 2014, havia um número estimado de 355.000 casos no Caribe. Em agosto de 2014, 25 países do Caribe confirmaram pelo menos um caso.  A epidemia terminou em 2015.